# FC Hagen/Uthlede
Der Fußballclub Hagen/Uthlede von 2000 e.V., kurz FC Hagen/Uthlede, ist ein Fußballverein aus den Orten Hagen im Bremischen und Uthlede im Landkreis Cuxhaven. Der Verein wurde im Jahr 2000 gegründet und hat die Vereinsfarben grün-schwarz. Die erste Fußballmannschaft spielte von 2018 bis 2022 in der fünftklassigen Oberliga Niedersachsen. Der FC Hagen/Uthlede trägt seine Heimspiele an der Blumenstraße in Hagen aus.

## Geschichte
Der Verein entstand im Jahre 2000 durch den Zusammenschluss der Fußballabteilungen des Hagener SV und des TSV Uthlede. Der Hagener SV wurde im Jahr 1863 als MTV Hagen gegründet. Daneben existierten noch die Vereine TV Gut-Heil Hagen und VfR Hagen. Letzterer legte im Jahre 1922 die fußballerischen Wurzeln des heutigen Vereins. Im Jahre 1928 fusionierten der TV Gut-Heil und der VfR zum TSV Hagen, der sich nach dem Ende des Zweiten Weltkrieges in Hagener SV umbenannte. Zwischen 1970 und 1974 spielte dieser in der Verbandsliga Nord, der seinerzeit zweithöchsten Amateurliga Niedersachsens. 1971 gewannen die Hagener durch einen 2:1-Sieg nach Verlängerung gegen den VfL Sittensen den Bezirkspokal Stade. Mit Jonny Otten und Andreas Nagel brachte der Hagener SV zwei spätere Profis hervor. Fusionspartner TSV Uthlede wurde im Jahre 1925 gegründet.

### Herrenfußball
Der FC Hagen/Uthlede startete in der Bezirksklasse, bevor der Verein im Jahre 2003 in die Kreisliga Cuxhaven absteigen musste. Dort gelang 2009 der Wiederaufstieg in die Bezirksliga, wo der nächste Aufstieg knapp verpasst wurde. Nur durch die schlechtere Tordifferenz gegenüber der zweiten Mannschaft der SV Drochtersen/Assel wurden die Hagener Vizemeister. In der folgenden Saison 2010/11 gelang dann der Aufstieg in die Landesliga Lüneburg, aus der die Mannschaft nach nur einer Saison wieder absteigen musste. Bereits in der nächsten Spielzeit 2012/13 gelang der erneute Aufstieg in die Landesliga. Nach dem Wiederaufstieg gelang dem Team von der Blumenstraße einen Spieltag vor dem Saisonende der Klassenerhalt. Der FC belegte in der Abschlusstabelle der Saison 2013/14 den 10. Tabellenplatz. Im Sommer 2017 veröffentlichte der FC die erste eigene Vereinshymne „Grün & Schwarz (FC olé!)“. Komponiert und eingesungen wurde die Hymne von dem Duo H/U, bestehend aus Musiker Mirco Wenzlaff und Stadionsprecher Hendrik Ehlers.
Dort wurde der FC Hagen/Uthlede in der Saison 2015/16 Vizemeister hinter Blau-Weiß Bornreihe. Zuvor hatte sich der FC für das Bezirkspokalfinale qualifiziert. Im Endspiel unterlag Hagen/Uthlede dem gastgebenden MTV Treubund Lüneburg mit 3:0. In der darauffolgenden Saison wurde das Team hinter dem MTV Eintracht Celle und dem TuS Harsefeld Dritter. Im Jahr 2018 sicherte sich der Verein vorzeitig die Meisterschaft und stieg in die Oberliga Niedersachsen auf. Justin Dähnenkamp wurde gemeinsam mit Merlin Schütte vom SC Spelle-Venhaus Torschützenkönig der Oberligasaison 2018/19. Am Ende der Saison 2021/22 stieg die Mannschaft als Tabellenletzter wieder in die Landesliga ab.

### Jugendfußball
Die Jugend des FC Hagen/Uthlede spielt seit 2011 im Jugendförderverein Staleke Hagen im Bremischen 2011. Der JFV ist ein Zusammenschluss der Jugendfußballabteilungen der Spielgemeinschaft Wittstedt/Driftsethe/Bramstedt, dem TSV Sandstedt und dem FC Hagen/Uthlede.

## Sportliche Erfolge
- 2008/09: Zweiter der Kreisliga Cuxhaven (Relegationsspiel zur Bezirksliga)
- 2010/11 und 2012/13: Meister der Bezirksliga Lüneburg IV
- 2017/18: Meister der Landesliga Lüneburg